# Prosopocoilus buddha ebeninus
Prosopocoilus buddha ebeninus es una subespecie de coleóptero de la familia Lucanidae.

## Distribución geográfica
Habita en Mindanao (Filipinas).